# Ranunculus carinthiacus
Ranunculus carinthiacus Hoppe – gatunek rośliny z rodziny jaskrowatych (Ranunculaceae Juss.). Występuje naturalnie w południowej i południowo-wschodniej części Francji (departamenty Doubs, Jura, Pireneje Wysokie oraz Górny Ren), w Szwajcarii, Włoszech, Austrii, Niemczech (Bawarii), Słowenii oraz Chorwacji. 

## Morfologia

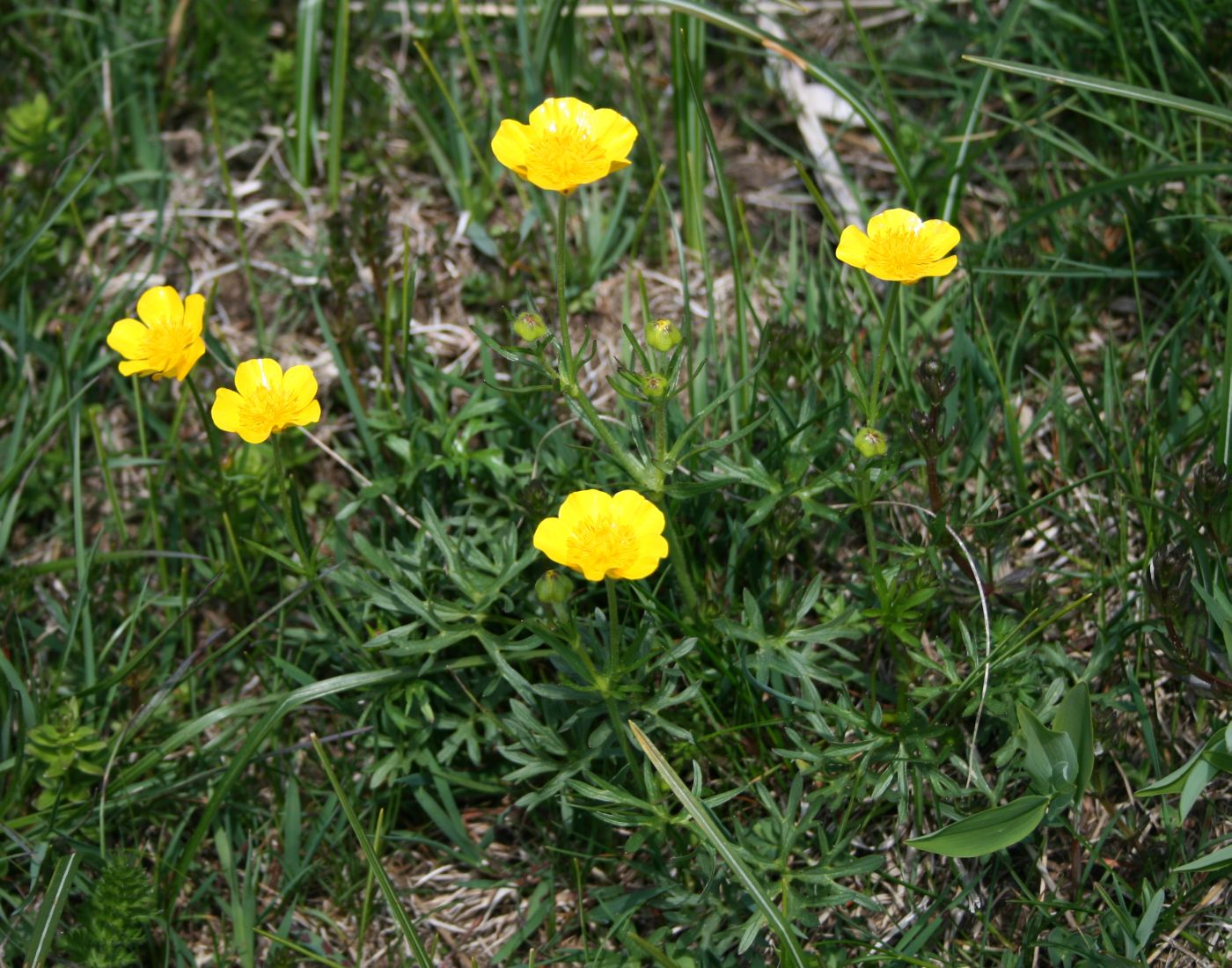

PokrójNiska bylina dorastająca do 5–25 cm wysokości.
LiścieSą proste, 3- lub 5-klapowane. Mają podłużny lub owalny kształt. Są nagie. Brzegi są ząbkowane. Są siedzące – nie mają ogonków liściowych.
KwiatyMają żółto-złotą barwę. Dorastają do 8–22 mm średnicy. Działki kielicha są z lekkim, czarnym owłosieniem.
OwoceNiełupki z krótkim dziobem. Tworzą owoc zbiorowy – wieloniełupkę.

## Biologia i ekologia
Rośnie w lasach, na łąkach, pastwiskach i terenach skalistych. Występuje na wysokości od 1200 do 2800 m n.p.m. Kwitnie od maja do sierpnia. Preferuje stanowiska w półcieniu. Lubi wapienne podłoże. Dobrze rośnie na wilgotnej, żyznej i żwirowej glebie.